# Rauiella firmula
Rauiella firmula là một loài Rêu trong họ Thuidiaceae. Loài này được (Müll. Hal.) Wijk & Margad. miêu tả khoa học đầu tiên năm 1962.